# Udičarke
Udičarkе (Lophiiformes) su red riba iz infraklase pravih košljoriba (Teleostei). To je košljoriba imenovana po svom karakterističnom vidu predacije, u kome, mesnata izraslina iz glave ribe (esca ili illicium) deluje kao mamac, koji privlači druge ribe.
Neke udičarke su takođe primetne po ekstremnom polnom dimorfizmu i polnoj simbiozi malog mužjaka sa mnogo većom ženkom, viđenom u podredu Ceratioidei. Kod ove vrste mužjaci mogu biti nekoliko redova veličine manji od ženki.
Udičarke su prisutne širom sveta. Neke su pelagijske (obitavaju udoaljeno od morskog dna), dok su druge bentoske (prebivaju u blizini morskog dna); neke žive u dubokom moru (npr. Ceratiidae), dok druge nastanjuju kontinentalne pragove (npr. žabaste ribe Antennariidae i pripadnici porodice Lophiidae). Pelagični oblici su uglavnom bočno komprimovani, dok su bentoški oblici često izuzetno dorsoventralno komprimovani (potisnuti), često sa velikim naviše usmerenim ustima.

## Evolucija
Jedna filogenetička studija mitohondrijskog genoma je izvela zaključak da su se udičarke diverzifikovale u kratkom periodu od rane do središnje krede, pre između 130 i 100 miliona godina.

## Klasifikacija
FishBase, Nelson, i Pič navode 18 familija, dok ITIS navodi samo 16. Sledeći taksoni su uređeni tako da su prikazani evolucioni odnosti.
- Podred
- Podred 
  - [7]
  - [7]
- Podred
- Podred
- Podred

## Hronologija
Udičarke se javljaju u fosilnom zapisu u sledećem redosledu:

## Literatura
- Anderson, M. Eric, and Leslie, Robin W. 2001. Review of the deep-sea anglerfishes (Lophiiformes: Ceratioidei) of southern Africa. Ichthyological Bulletin of the J.L.B. Smith Institute of Ichthyology; No. 70. J.L.B. Smith Institute of Ichthyology, Rhodes University

## Spoljašnje veze
- Video (02:37) – Anglerfish mating на веб-сајту